# Цифровые гуманитарные науки
Цифровы́е гуманита́рные нау́ки (англ. Digital Humanities) — область исследований, обучения и созидания на стыке компьютерных и гуманитарных наук. Цифровые гуманитарные науки предполагают использование оцифрованных материалов и материалов цифрового происхождения и объединяют методологии из традиционных гуманитарных наук (история, философия, лингвистика, литература, искусство, археология, музыка и т. д.) с компьютерными науками, предоставляя компьютерные инструменты и открывая новые возможности для сбора и визуализации данных, информационного поиска, интеллектуального анализа данных, а также применения математической статистики.

## Цели
Исследования в сфере цифровых гуманитарных наук обеспечивают сохранность культурного наследия с помощью цифровых технологий.
Кроме этого, исследования направлены на восстановление исходного материала, используя компьютерные программы, а также усовершенствование методов анализа данных, их структурирования и доступа к информации. Результаты дают возможность поднимать новые вопросы и использовать новые подходы к изучению гуманитарных наук.

## Направления применения
Открытые исследовательские данные (англ. Open data) — эта концепция включает в себя инициативы, способствующие поддержке публикации данных в свободном доступе, и активно поддерживается университетами, научными фондами, правительствами (datashare.is.ed.ac.uk, data.gov.uk, data.gov). Одним из примеров реализации открытых данных может выступать TEI (Text encoding initiative, www.tei-c.org) — международная инициатива, объединяющая вопросы разработки и представления текста в электронной форме, ставящая своей целью разработку декодирующих методов, которые делают текст «читаемым» и пригодным для машинной обработки в гуманитарных, лингвистических и социальных науках.
Большие данные (англ. big data) сегодня являются одним из главных локомотивов развития супер-компьютеров и компьютерных мощностей. В июне 2013 г. правительство Великобритании опубликовало «Информационную экономическую стратегию», в которой Большие данные занимают одно из пяти главных направлений развития цифровой экономики, наряду с концепцией умных городов (smart cities), облачными вычислениями (англ. cloud computing), Интернетом вещей (Internet of things) и электронной коммерцией (e-commerce). Помимо прочего, данный документ расставляет приоритеты при выделении финансирования на научные проекты, способствуя вовлечению представителей научного сообщества в создание инструментов анализа больших данных.
Базы данных
Примером применения баз данных в цифровых гуманитарных науках может служить проект HathiTrust, основанный в 2008 г. на базе университетов Калифорнии, Индианы и Иллинойса, объединяет электронные копии более трех миллионов исследовательских записей (книги, отчеты, публикации и другие документы), доступных для чтения и полнотекстового поиска, и аккумулированных из 60 научных библиотек США. При проектировании инструментов для эффективного использования фондов и ресурсов этой электронной библиотеки организаторы сталкиваются с множеством проблем управления таким массивом данных. И для HathiTrust, как и для любого другого цифрового проекта, оперирующего данными, один из главных вопросов, требующий решения в первую очередь, — вопрос организации баз данных, включающий в себя следующие вызовы: качество данных, организация структуры данных, недостатки описания, преодоление ограничений авторских прав для научных целей, корректное визуальное отображение, создание и поддержка сообщества энтузиастов вокруг проекта.
Визуализация данных
Визуализация данных позволяет создать наглядное суммарное представление об объекте путем соединения различных типов данных, например, времени и характеристик. Также в цифровых гуманитарных науках визуализация облегчает запоминание, позволяет быстро оценить данные, способствует распространению и популяризации знания.
Краудсорсинг
Вовлечение интернет-пользователей к участию в научной деятельности и развитие проектов гражданской науки, как показывают результаты проекта Zoouniverse.org, является достаточно эффективным и перспективным направлением. Примерами успешных краудсорсинговых проектов в искусстве и гуманитарных науках также могут являться разработки Оксфордского университета «The Great War Archives» и «What’s the Score at the Bodleian?», проект Университетского колледжа Лондона «Transcribe Bentham», проект Би-Би-Си «Your Paintings».